# 僕らが生きる MY ASIA
「僕らが生きる MY ASIA」（ぼくらがいきる マイ エイジア）はモーニング娘。誕生10年記念隊の1枚目のシングル。

## 内容
シャ乱Qのつんく♂が、「アジアの中の日本」を由来にして、ミディアムバラード風に制作した曲。『ダイハツドラリオン』日本公演第2弾イメージソング。

### 「十年愛」の歌詞
カップリング「十年愛」の2番以降の歌詞には、これまでのモーニング娘。のシングル曲のタイトル、もしくはそれを連想させるフレーズが盛り込まれている。詳細は以下の通り。
タイトルがそのまま使われているもの
- 歩いてる
- シャボン玉
- ハッピーサマーウェディング

タイトルの一部を省略する等、僅かに変えたもの
- ここにいるぜぇ!
- 大阪 恋の歌
- 浪漫 〜MY DEAR BOY〜
- 愛あらばIT'S ALL RIGHT
- 恋のダンスサイト
- 直感2 〜逃した魚は大きいぞ!〜
- THE マンパワー!!!

元のタイトルの一部を和訳する等して歌詞に盛り込んだもの
- LOVEマシーン
- モーニングコーヒー
- ザ☆ピ〜ス!
- そうだ! We're ALIVE

タイトルが使われている訳ではないが、歌詞の一部が取り入れられているもの
- Mr.Moonlight 〜愛のビッグバンド〜
- 恋愛レボリューション21

## 収録曲
全作詞・作曲：つんく、全編曲：高橋諭一
1. 僕らが生きる MY ASIA
2. 十年愛
3. 僕らが生きる MY ASIA (Instrumental)

## 参加ミュージシャン
- 高橋諭一 - ギター、プログラミング(1,2)
- CHINO - コーラス(1)
- つんく♂ - コーラス(2)
- 竹内浩明 - コーラス(2)

## カバー
- 後藤真希 - ベストアルバム『後藤真希 COMPLETE BEST ALBUM 2001-2007 〜Singles & Rare Tracks〜』（2010年9月22日）DISC2に収録。